# Удельный расход топлива
Удельный расход топлива — отношение расхода топлива (на единицу расстояния или времени) к мощности, к тяге, к массе груза для грузовых перевозок или на одного человека при пассажирских перевозках. Используется как характеристика топливной эффективности двигателей, а также транспортных средств в грузопассажирских перевозках. Единица измерения удельного расхода топлива зависит от выбора единиц для параметров, входящих в определение (объём или масса топлива, расстояние или время, мощность или тяга, масса груза или количество пассажиров). Например: удельный расход топлива — 166 г/(л.с.·ч), удельный расход топлива на крейсерском режиме — 0,649 кг/(кгс·ч), удельный расход авиатоплива - грамм/(пассажир·км).

## Удельный расход топлива ДВС
Удельный расход топлива двигателя внутреннего сгорания, выдающего мощность через вращение, обычно выражается в граммах на 1 кВт·ч. Цифра показывает, сколько граммов топлива будет израсходовано двигателем за 1 час для выполнения работы, на которую нужно потратить 1 кВт мощности. Эта цифра не имеет единого значения для всего рабочего диапазона работы конкретного двигателя, но она неизменна для своего значения оборотов в минуту. Точнее, цифра удельного расхода неизменна для своей частоты вращения в случае работы на стехиометрической горючей смеси, а в случае работы на обогащённой рабочей смеси эта цифра несколько больше, хотя это не декларируется, так как такие переходные режимы работы мотора не считаются.  В информационных материалах по двигателю производителем обычно декларируется значение минимального удельного расхода. В случае, если имеется достоверная диаграмма мощностной характеристики конкретного ДВС, то на ней кривая удельного расхода топлива по своей кривизне обычно зеркально обратна к кривой крутящего момента, а минимальное значение удельного расхода топлива находится примерно в том же диапазоне оборотов, что и максимальное значение крутящего момента. Объяснение этому в том, режим максимального крутящего момента это есть режим наивысшего КПД конкретного двигателя. 
Независимо от того, какое значение удельного расхода топлива показано на диаграмме или опубликовано в информационных материалах, всегда следует понимать, что фактический расход топлива на интересующем режиме оборотов двигателя будет зависеть от фактической нагрузки на него — то есть, не от той мощности, которая теоретически доступна двигателю при данных оборотах, а от той, которая при данных оборотах фактически потрачена (а таковая всегда меньше или равна теоретически доступной). Для примера: заявленный расход в 150 грамм на 1 кВт·ч при 4000 оборотах минуту и мощности данного режима в 80 кВт не означает, что на 4000 оборотах расход двигателя всегда будет 12 килограмм топлива в час, так как этот расход будет определяться только фактически потраченной мощностью в текущих условиях движения, а таковая может быть и весьма незначительна.
Величина удельного расхода топлива не имеет прямой связи с конструкцией двигателя: с его числом цилиндров, рабочим объёмом, типом системы питания, наличием наддува, конструкцией выпуска. При этом есть общие тренды, такие как: дизельные двигатели экономичнее бензиновых; поршневые экономичнее роторно-поршневых и газотурбинных; двухтактные поршневые экономичнее четырёхтактных. Также величина удельного расхода топлива двигателя не имеет никакой связи со стилем езды конкретного водителя, и она всегда едина для всех эксплуатантов этой модели двигателя. При одинаковом составе топлива и условиях сгорания удельный расход пропорционален выработке CO2.
В России распространена аббревиатура УДР (удельно-допустимый расход топлива), в странах Таможенного Союза и странах СНГ чаще всего используют аббревиатуру УР.

### Бензиновые двигатели
Бензиновый двигатель способен преобразовывать лишь около 20—35 % энергии топлива в полезную работу (КПД = 20—35 %) и, соответственно, имеет высокий удельный расход топлива.

### Дизельныедвигатели
Дизельный двигатель обычно имеет КПД 30—40 %, дизели с турбонаддувом и промежуточным охлаждением — свыше 50 %. Например, дизель MAN B&W S80ME-C7 при КПД 54,4 % тратит всего 155 г топлива на полезную работу в 1 кВт·ч (114 г/(л.с.·ч)).
- Беларус-1221 — на тракторе установлен шестицилиндровый рядный дизельный двигатель с турбонаддувом. Удельный расход топлива при номинальной мощности — 166 г/(л.с.·ч);
- К-744 (трактор) — удельный расход топлива при номинальной мощности — 174 г/(л.с.·ч);
- Wärtsilä-Sulzer RTA96-C (Вяртсиля-Зульцер Серия двухтактных турбокомпрессорных дизельных двигателей) — 171 г/(кВт·ч) (126 г/(л.с.·ч) (3,80 л/с))

### Газотурбинные двигатели
- газотурбинный агрегат МЗ с реверсивным редуктором (36 000 л.с., 0,260 кг/(л.с.·ч), ресурс 5000 ч) для больших противолодочных кораблей;
- двигатели второго поколения М60, М62, М8К, М8Е с повышенной экономичностью (0,200—0,240 кг/(л.с.·ч)) [3].

### Поршневые авиационные двигатели
- АШ-82 — удельный расход топлива 0,381 кг/(л.с.·ч) в крейсерском режиме;
- АМ-35А — удельный расход топлива 0,285—0,315 кг/(л.с.·ч);
- М-105 — удельный расход топлива 0,270—0,288 кг/(л.с.·ч);
- АЧ-30 — дизельный авиационный двигатель, удельный расход топлива составляет 0,150—0,170 кг/(л.с.·ч).

## Удельный расход топлива в реактивной авиации
Для авиационных двигателей в качестве показателя топливной эффективности используется килограмм топлива на килограмм-силу в час. Для форсированных двигателей это приблизительно соответствует: 0,77 кг/(кгс·ч) (двигатель РД-33 самолёта МиГ-29), 1,95 кг/(кгс·ч) для двигателя НК-22 самолёта Ту-22М2, 2,08 кг/(кгс·ч) для двигателя НК-25 самолёта Ту-22М3 (для последнего — около тонны керосина в минуту на каждый двигатель на форсаже).

## Прочие методики измерения расхода топлива
Для характеристики топливной эффективности самолётов гражданской авиации используется и другое выражение — отношение расхода топлива на 1 км расстояния к количеству пассажиров, которое часто также называется удельным расходом топлива. Единица измерения — грамм на пассажиро-километр.
Сравнение аналогов среднемагистральных пассажирских самолётов:
|                                       | Ту-204        | Аэробус A321     | Боинг 757-200 | Ту-154М       |
| ------------------------------------- | ------------- | ---------------- | ------------- | ------------- |
| Пассажировместимость, чел.            | 212           | 220              | 235           | 180           |
| Максимальная взлётная масса, т        | 107,5         | 89               | 108,8         | 102           |
| Максимальная коммерческая нагрузка, т | 21            | 21,3             | 22,6          | 18            |
| Крейсерская скорость, км/ч            | 850           | 900              | 850           | 950           |
| Требуемая длина ВПП, м                | 2500          | 2500             | 2500          | 2300          |
| Топливная эффективность, г/(пасс.·км) | 19,3          | 18,5             | 23,4          | 27,5          |
| Стоимость, млн. долл. США             | 35 (2007 год) | 87-92 (2008 год) | 80 (2002 год) | 15 (1997 год) |

У сверхзвукового Ту-144 этот показатель составлял примерно 100 г/(пасс.·км).

## Удельныйрасход топлива автомобилей
Наиболее низким удельным расходом топлива обладают грузовики среднего и крупного тоннажа. При весе порой более 50 тонн их расход может составлять менее 40 л/100 км. В то же время, легковые машины, обладая куда меньшим весом, могут потреблять  горючего немногим меньше.
Ниже в таблице даны примеры удельного расхода. 
| Марка машины         | Расход         | Снаряжённый/полный вес (кг) | удельный расход на 100 км относительно веса в литрах на тонну | Удельный расход на мощность | Мощность в ЛС |
| -------------------- | -------------- | --------------------------- | ------------------------------------------------------------- | --------------------------- | ------------- |
| Mercedes Actros 2553 | 30-50 л/100 км | 16000/56000                 | 0,55-0,89                                                     | 0,16                        | 530           |
| Peugeot Boxer        | 8,4 - 10,8     | 2000/4005                   | 2,1 - 2,7                                                     | 0,09                        | 120           |
| BMW 528I             | 8-10           | 1795/2330                   | 4,7 - 3,43                                                    | 0,024                       | 240           |
| ВАЗ 2131 Нива        | 9-12           | 1350/2000                   | 6(средний)                                                    | 0,069 (макс.)               | 83            |